# Enyalioides laticeps
Enyalioides laticeps är en ödleart som beskrevs av  Alphone Guichenot 1855. Enyalioides laticeps ingår i släktet Enyalioides och familjen Hoplocercidae. Inga underarter finns listade i Catalogue of Life.